# Makronisos
Die griechische Insel Makronisos (griechisch Μακρόνησος, auch Nisos Eleni Νήσος Ελένη ‚Helena-Insel‘) liegt nur gut 4 km vom griechischen Festland östlich vor der Hafenstadt Lavrion bzw. vom Kap Sounion. Sie gehört zum Gebiet der Gemeinde Kea und ist die westlichste Insel der Kykladen. Im 20. Jahrhundert war sie eine Gefängnisinsel für politische Gefangene.

## Geografie
Die karge Insel ist 12,5 km lang und hat eine Breite bis zu 2,5 km. Die Fläche beträgt 18,427 km². Im Trypiti im Norden erreicht die Insel eine Höhe von 280 Metern.

## Geschichte
In der Antike wurde die Insel Helena genannt, denn Helena soll nach dem Fall Trojas hier gelandet sein. Nach Strabon handelt es sich zudem um das homerische Kranae, das später Helena genannt wurde, weil sich an diesem Ort Paris mit Helena das erste Mal in Liebe vereinte. Heute vermutet man jedoch, dass Homer die heutige Insel Marathonisi Kranae nannte.
Während der Balkankriege existierte hier von 1912 bis 1914 ein Gefangenenlager. Nach der Vertreibung der orthodoxen Bevölkerung Kleinasiens befand sich hier ein Flüchtlingslager.
Makronisos diente während des 20. Jahrhunderts als Verbannungsort und hatte den Spitznamen „Teich von Siloah“ (κολυμπήθρα του Σιλωάμ). Während des griechischen Bürgerkriegs wurde die Insel vom Februar 1947 an bis 1949 zum Gefangenenlager. Auf der Insel waren 80.000 bis 100.000 Menschen interniert, darunter mindestens 38.000 Soldaten und Offiziere und mindestens 30.000 Zivilisten. Ab Mitte 1952 gab es nur noch wenige Gefangene auf der Insel. 1957 verließen die letzten politischen Häftlinge, 1961 die letzten Militärs die Insel. Zu den ehemaligen Insassen gehörten Giannis Ritsos, Mikis Theodorakis, Manos Katrakis, und Apostolos Santas.
Während der Militär-Junta-Zeit 1967 bis 1974 bestand hier ein Straflager. Von den meisten Gebäuden finden sich heute lediglich Mauerreste. Erst nach dem Regierungsantritt Andreas Papandreous 1981 konnte offen über das Lager auf Makronisos und die dort verübte Folter und andere Verbrechen gesprochen werden.
Seit 1989 gilt die Insel als geschütztes nationales Denkmal.
| Jahr      | 1928 | 1940 | 1951 | 1961 | 1971 | 1981 | 1991 | 2001 | 2011 |
| --------- | ---- | ---- | ---- | ---- | ---- | ---- | ---- | ---- | ---- |
| Einwohner | 38   | 36   | 4484 | 12   | 12   | 4    | –    | 5    | 9    |